# ألان مانسفيلد
ألان مانسفيلد هو محامي وقاضي وسياسي أسترالي، ولد في 30 سبتمبر 1902 في بريزبان في أستراليا، وتوفي في 17 يوليو 1980 في Benowa, Queensland ‏ في أستراليا. انتخب Chief judge (United States) ‏.